# Physopleurus exiguus
Physopleurus exiguus là một loài bọ cánh cứng trong họ Cerambycidae.